# オレニ・アイイ
オレニ・アイイ（Orene Ai'i、1979年9月23日 - ）は、ニュージーランドのラグビー選手。7人制ラグビーニュージーランド代表。

## プロフィール
- サモアアピア出身。
- ポジションはフルバック(FB)、ウィング(WTB)。
- 身長 175cm、体重 81kg

## 略歴
2005年トヨタ自動車ヴェルブリッツに加入し、2007年までプレーした。2007年から2009年まではフランス選手権トップ14のトゥーロンでプレーした。
2010年よりトヨタ自動車ヴェルブリッツに復帰し、2012年までプレーした。